# Sermyloides wangi
Sermyloides wangi là một loài bọ cánh cứng trong họ Chrysomelidae. Loài này được Yang miêu tả khoa học năm 1993.